# Економіка Молдови

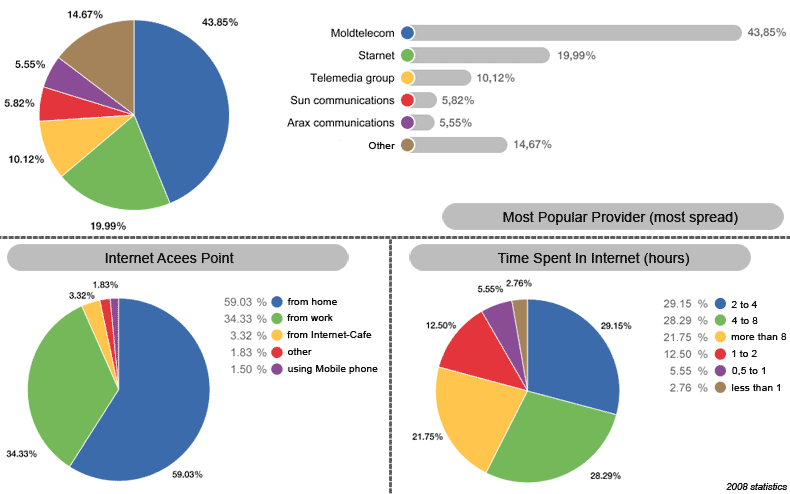
Діаграма

Молдова — аграрно-індустріальна країна. На частку промисловості припадає бл. 60,0 %. У структурі споживання паливно-енергетичних ресурсів нафта, вугілля, природний газ і продукти їх переробки становлять бл. 80 %. Основні галузі промисловості: харчова, сільськогосподарське машинобудування, хімічна, текстильна, деревообробна, металургійна. Транспорт: автомобільний, залізничний, річковий. Міжнародне летовище в Кишиневі.
За даними [Index of Economic Freedom, The Heritage Foundation, U.S.A. 2001]: ВВП — $ 2,6 млрд. Темп зростання ВВП — (-8,6)%. ВВП на душу населення — $614. Прямі закордонні інвестиції — $ 54,2 млн (країна сподівається на їх збільшення до 200—250 млн). Імпорт (нафта, природний газ, вугілля, машини, продовольство) — $ 2,9 млрд (г.ч. Росія — 20 %; Румунія — 15 %; Україна — 14 %; Німеччина — 11 %; Італія — 6 %). Експорт (сільськогосподарські продукти, насамперед вина і тютюн, тканини, машини і хімічна продукція) — $ 2,3 млрд (г.ч. Росія — 40 %; Румунія — 8 %; Німеччина — 7,8 %; Україна — 7,3 %; Італія — 5,5 %).
З 1940-х років економіка Молдови базувалася головним чином на сільському господарстві і виробництві товарів народного споживання. У дорадянський період Молдова була суто аграрною країною. У радянський період проводилася індустріалізація, насамперед в Кишиневі і Придністров'ї. Нарівні з харчовою з'явилися текстильна промисловість, машинобудування і електроніка. На початку 1990-х років промисловість давала майже 2/5 національного прибутку. Економіка Молдови, що фактично не мала мінеральних ресурсів, залежала від імпорту. Електростанції працювали виключно на привізних енергоносіях (нафті, нафтопродуктах і вугіллі).

## Економіка Молдови в часи незалежності
З часу досягнення незалежності від Росії економічний розвиток Молдови стримувався через нестабільність як всередині країни, так і за її межами. Регіональні конфлікти перешкоджали встановленню надійних торгових зв'язків Молдови з іншими колишніми радянськими республіками. Збройний конфлікт з прихильниками автономії Придністров'я перешкоджав економічному розвитку Молдови.
За даними Всесвітнього банку, у 1995 валовий національний продукт (ВНП) становив приблизно 3,9 млрд дол., або 920 дол. в перерахунку на душу населення. У першій половині 1990-х років ВВП країни щорічно скорочувався. У 1996 уряд виступив ініціатором введення трирічної програми, орієнтованої на прискорення переходу до ринкової економіки. Молдові вдалося отримати кредити від МВФ, які забезпечували можливість здійснення цієї програми.
Після отримання незалежності Молдова досягла великих успіхів в реформуванні планової економіки. У січні 1992 парламент проголосував за вихід з рублевої зони з метою встановлення повного контролю над економікою. У листопаді 1993 як національна валюта був введений молдовський лей. Легалізована приватна власність, з'явився ряд акціонерних товариств і спільних підприємств. Разом з тим, доля економічних реформ стала неясною після перемоги партії комуністів на парламентських виборах 1998 і виборів президентом країни комуніста Володимира Вороніна.

### Придністров'я
Серйозною політичною проблемою є самопроголошена Придністровська Молдавська Республіка з населенням порядку 250 000, де відсоток російського та українського населення вище, ніж на решті території країни. У регіоні свій президент і парламент. На даній території розташована найбільша електростанція і єдиний сучасний металургійний завод. Через Придністров'я проходять газопроводи.

## Сільське господарство

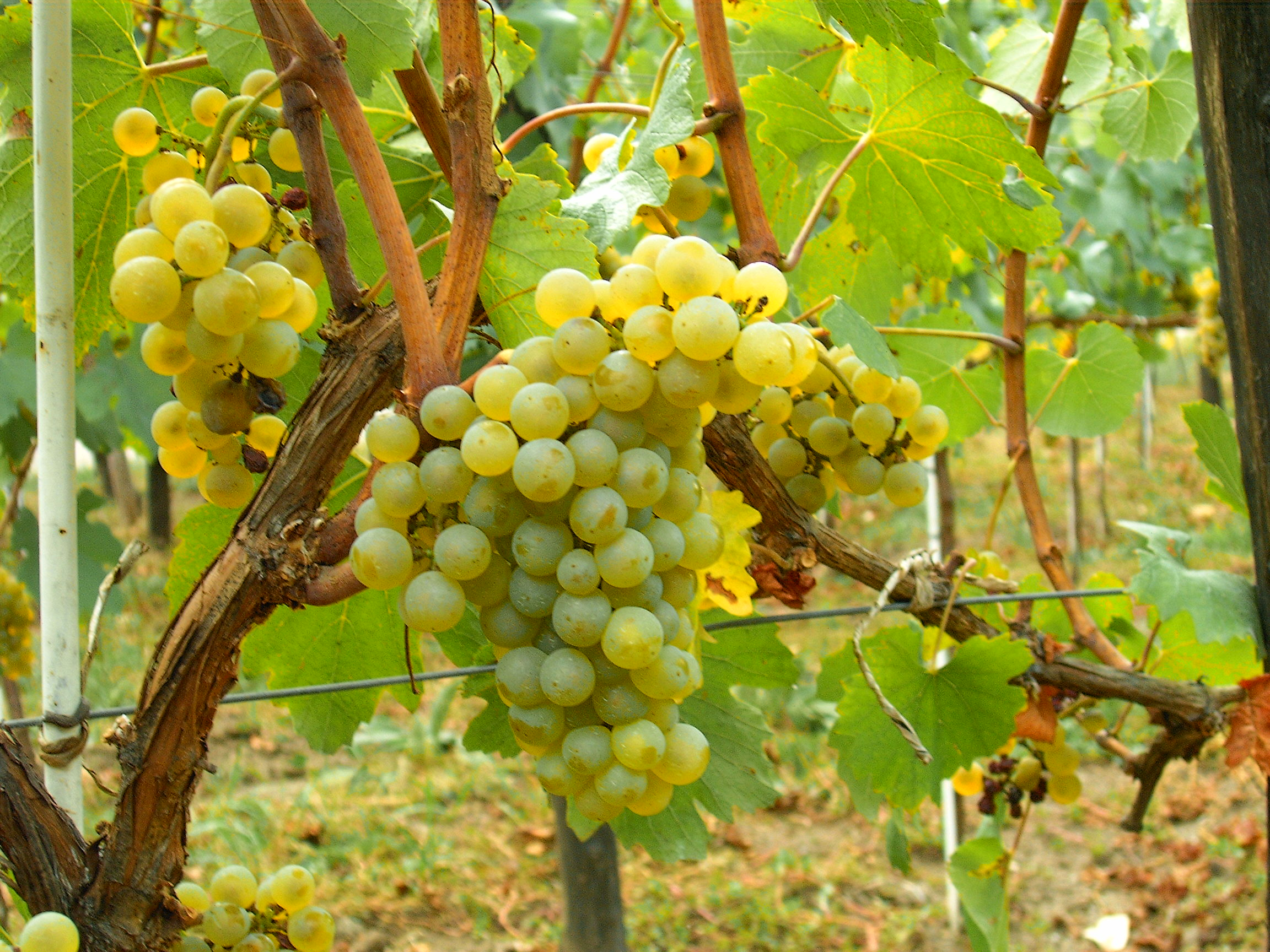
У Молдові є дуже сприятливі геологічні та кліматичні умови для виноградарства

Сільське господарство залишається найбільш значущою сферою економічної діяльності. Приватна власність на землю була легалізована лише в 1991, однак продаж сільськогосподарських земель починається тільки з 2001. Сільське господарство дає понад 2/5 ВВП. М'який клімат і родючі ґрунти дозволяють вирощувати велике число культур. Розвинене виноградарство і садівництво. Важливою комерційною культурою є тютюн. Вирощують цукровий буряк, який дає сировину для численних цукрових заводів. Соняшник вирощується для отримання олії. Повсюдно висіваються кукурудза і пшениця. Виробництво м'яса становить до 50 % загального обсягу сільськогосподарського виробництва.

## Промисловість
Провідна галузь важкої промисловості — машинобудування, основною продукцією якого є електромотори, електро- і сільськогосподарське обладнання. Є хімічна промисловість (виробництво пластмас, синтетичних волокон, фарб і лаків), а також будівельних матеріалів і цементу, виробництво товарів народного споживання. За оцінками МВФ, в Молдові (за винятком Придністров'я) частка продуктів харчування в 1995 становила 50 % від всього виробництва. Молдова славиться своїми винами і коньяками.
Промисловість, включаючи видобуток корисних копалин, будівництво і виробництво енергії, на початку 1990-х років складала значну частку, що постійно збільшується в економіці Молдови, незважаючи на загальне падіння виробництва. У 1995 на частку промисловості припадало 36,4 % приросту чистого матеріального продукту. У 1994 в промисловому секторі було зайнято 19,4 % працездатного населення країни. У другій половині 1990-х відбувалося істотне скорочення промислового виробництва.

## Енергетика
У Молдові бракує внутрішніх джерел викопної енергії, і вона повинна імпортувати значну кількість нафти, вугілля, природного газу та інших енергетичних ресурсів. В країні використовується відновлювана енергія, в першу чергу для виробництва електроенергії та опалення. Прогнозована частка відновлюваної енергії у валовому кінцевому споживанні енергії до 2020 року становитиме 20%. Бачення розвитку енергетики Республіки Молдова, її удосконалення, перспективи, інтеграційні напрямки відображені у в Енергетичній Стратегії Республіки Молдова до 2030 року.